# Danio
Danio hay cá xảm là một chi cá trong họ Cyprinidae bao gồm các loài cá nhỏ sống trong các sông suối miền núi thuộc các khu vực ấn Độ, Trung Quốc, Pakistan và các nước Đông Nam Á. 

## Đặc điểm
Đây là giống cá có tính đa dạng khá cao. Với các tài liệu nắm được ở Việt Nam và các nước lân cận như Trung Quốc, Lào, Thái Lan, Campuchia, giống này có tới 23 loài. ở Việt Nam, có 6 loài thuộc giống này đã được ghi nhận. Mặc dù tính đa dạng cao nhưng các loài cá thuộc giống này còn ít được nghiên cứu do kích thước nhỏ, ít gặp ở thị trường, sống chủ yếu ở các sông suối miền núi, nước chảy mạnh hoặc các thác nước thuộc các khu vực xa xôi, hẻo lánh.
Trong số các loài của chi này có loài cá ngựa vằn có đặc điểm kỳ lạ. Nếu một con cá ngựa vằn bị tổn thương tim, ngay lập tức chúng sẽ tái tạo một quả mới để thay thế. cá ngựa vằn có thể tái tạo lại 20% cơ tim bị phá hủy chỉ sau hai tháng. Tim của loài cá này lại vô cùng đặc biệt bởi chúng chỉ có một tâm nhĩ và một tâm thất đồng thời có tới hai cấu trúc khác hoàn toàn so với tim người.

## Các loài
Có 21 loài được ghi nhận trong chi này
- Danio aesculapii S. O. Kullander & F. Fang, 2009
- Danio albolineatus (Blyth, 1860) (Pearl danio)
- Danio choprai Hora, 1928 (glowlight danio)
- Danio dangila (F. Hamilton, 1822) (cá linh)
- Danio erythromicron (Annandale, 1918)
- Danio feegradei Hora, 1937
- Danio flagrans S. O. Kullander, 2012[1]
- Danio jaintianensis (N. Sen, 2007)
- Danio kerri H. M. Smith, 1931 (blue danio)
- Danio kyathit F. Fang, 1998
- Danio kysonensis V. H. Nguyễn, T. H. Nguyễn & B. C. Mùa, 2010[2]
- Danio margaritatus (T. R. Roberts, 2007) (celestial pearl danio or galaxy rasbora)
- Danio meghalayensis N. Sen & Dey, 1985 (Meghalaya danio)
- Danio muongthanhensis V. H. Nguyễn, 2001
- Danio nigrofasciatus (F. Day, 1870) (spotted danio)
- Danio quagga S. O. Kullander, T. Y. Liao & F. Fang, 2009
- Danio quangbinhensis (T. T. Nguyen, V. T. Le & X. K. Nguyễn, 1999)
- Danio rerio (F. Hamilton, 1822) (zebrafish or zebra danio)
- Danio roseus F. Fang & Kottelat, 2000
- Danio tinwini S. O. Kullander & F. Fang, 2009
- Danio trangi S. V. Ngô, 2003
- D. abolineatus var. pulcher
- D. abolineatus var. tweediei
- D. rerio var. frankei

Một vài loài sau đây:
- "Hikari"
- D. aff kyathit
- "KP01"
- "TW01"